# 里佩敦 (內華達州)
里佩敦（英語：Riepetown）是位於美國內華達州白松縣的鬼鎮。

## 歷史
里佩敦的郵局於1909年設立，其後於1912年停運。

## 地理
里佩敦所處的海拔為高於海平面2157米（即7077英呎），而該地所採用的時區為UTC-8，即太平洋时区（PST）。同時該地設有夏令時間，為UTC-8調快一小時，即UTC-7（PDT）。